# Manolo de Vega
Manuel Rafael de Vega Alonso, conocido artísticamente como Manolo de Vega (Barrio de San Andrés-Caño Argales, Valladolid, 28 de mayo de 1942-Requena, Valencia, 15 de julio de 2015), fue un humorista y cantaor español de flamenco.
Comenzó a cantar flamenco en su juventud, publicando varios discos en la década de 1960, reconocidos y recogidos en el compendio El Arte de vivir el flamenco, popularizándose más adelante como comediante y contador de chistes en concursos de humor de televisión como No te rías, que es peor.

## Biografía
Manuel Rafael de Vega Alonso nació en Valladolid en 1942. Al principio de su carrera artística fue conocido como “Fosforito de Valladolid” por sus imitaciones del cantaor cordobés Fosforito, ganando el importante premio “Rojo el Alpargatero” (Cantes de Levante) en el Concurso nacional de Córdoba de 1965. Su afición por el cante vino gracias a su padre, Celedonio de Vega “El Celes”, y a su hermano Pepe. 
Sus actuaciones por teatros de toda España lo hicieron muy popular, siendo cantaor acompañante durante varios años de la famosa Mariemma. En los años 60 fue un artista reconocido en el mundo del flamenco, realizando numerosas grabaciones discográficas. Representó a España en la Feria mundial de Nueva York 1964 y en el Festival de Salzburgo.
Durante los años 80 y 90 tuvo protagonismo su faceta humorística como contador de chistes, siendo comediante habitual del programa televisivo No te rías que es peor y otros espacios de variedades como Esto es espectáculo (1995-1996).
Uno de sus últimos trabajos fue un cameo en la película Isi/Disi. Amor a lo bestia, del director Chema de la Peña, en 2004. Recibió un homenaje en Valladolid en 2005, acompañado de muchos artistas y amigos.
En 2007, se le diagnosticó una diabetes a raíz de una parálisis en un brazo, que desembocó en la amputación de ambas piernas a la altura de la rodilla. La diabetes, asimismo, le obligó a realizarse diálisis.
Falleció el 15 de julio de 2015 en su casa de Requena, Valencia, a los 73 años.